# 李敬泽
李敬泽（1964年—），生于天津，祖籍山西芮城，中华人民共和国作家、文学评论家，1984年毕业于北京大学中文系，现任中国作家协会副主席、中国现代文学馆馆长。

## 作品
《目光的政治》  2003-05 中国文联出版社
《小春秋》 2010-04 新星出版社
2017年出版散文集《青鸟故事集》 译林出版社 、《咏而归》中信出版社，
2018年出版评论集《会议室与山丘》、长篇随笔《会饮记》北京十月文艺出版社，
《看来看去或秘密交流》2000-10 中国青年出版社 
2021年出版评论集《跑步集》花城出版社
《上河记》2022-11浙江文艺出版社。黄河旅行图文随笔集。